# Chikkerūr
Chikkerūr är en ort i Indien.   Den ligger i distriktet Haveri och delstaten Karnataka, i den södra delen av landet, 1 600 km söder om huvudstaden New Delhi. Chikkerūr ligger 598 meter över havet och antalet invånare är 6 820.
Terrängen runt Chikkerūr är platt. Runt Chikkerūr är det tätbefolkat, med 266 invånare per kvadratkilometer. Närmaste större samhälle är Hirekerūr, 12,4 km sydost om Chikkerūr. Trakten runt Chikkerūr består till största delen av jordbruksmark.